# Notação Forsyth
Notação Forsyth é um método utilizado para o registro da posição de uma peça em uma partida de xadrez, criado pelo jornalista escocês David Forsyth, tendo se tornado muito popular no século XIX.
A regra para registro de uma posição Forsyth é começar a registrar a posição das peças da linha das pretas (linha 8) até a linha das brancas (linha 1), correndo da esquerda para a direita, como em uma leitura. As peças são anotadas pelas letras, com 'R' para Rei, 'D' para Dama, 'B' para Bispo, 'C' para Cavalo, 'T' para Torre e 'P' para peão. As peças brancas são anotadas com letras maiúsculas, e as peças pretas com letras minúsculas. As casas vazias são anotadas apenas com um número, indicando quantas casas vazias estão "na corrida". Por exemplo, uma linha sem peças é anotada como um número 8. Se temos três casas vazias, uma Torre branca e quatro casas vazias, a linha é anotada como 3T4. Diferentes linhas são anotadas com um traço ou barra entre elas. Assim, a posição inicial do jogo é anotada como:
```
tcbdrbct-pppppppp-8-8-8-8-PPPPPPPP-TCBDRBCT

```

- Notações do xadrez
- FEN
- Xadrez
- Regras do xadrez